# Grêmio Esportivo Anápolis
El Grêmio Esportivo Anápolis (anteriormente llamado Grêmio Esportivo Inhumense) es un club de fútbol brasilero de la ciudad de Anápolis en Goiás. Fue fundado en 1999 en la ciudad de Inhumas, juega en el Campeonato Goiano de Segunda División.
En la temporada 2021 conquistó por primera vez el título del Campeonato Goiano, derrotando al Vila Nova en los penales.

## Palmarés

### Torneos regionales
- Campeonato Goiano (1): 2021.
- Campeonato Goiano de Segunda División (1): 2017.
- Campeonato Goiano de Tercera División (1): 2011.